# Don't be evil
"Đừng trở nên xấu xa" (tiếng Anh: Don't be evil) là một cụm từ được Google sử dụng trong bộ quy tắc ứng xử của công ty, trước đây nó cũng là một phương châm.
Vào tháng 10 năm 2015, Alphabet Inc. đã lấy "Làm điều đúng đắn" (Do the right thing) làm phương châm của mình, đồng thời mở ra bộ quy tắc ứng xử của công ty. Phương châm ban đầu được giữ lại trong bộ quy tắc ứng xử của Google, công ty con của Alphabet. Vào tháng 4 năm 2018, phương châm được xóa khỏi lời nói đầu của bộ quy tắc ứng xử và được giữ lại trong câu cuối cùng.

## Lịch sử
Phương châm này lần đầu tiên được đề xuất bởi nhân viên của Google, Paul Buchheit tại một cuộc họp về giá trị doanh nghiệp diễn ra vào đầu năm 2000. hoặc vào năm 2001 hoặc bởi kỹ sư Google Amit Patel vào năm 1999. Buchheit, người tạo ra Gmail, cho biết ông "muốn một cái gì đó, khi bạn đặt nó vào, sẽ khó lấy nó ra".
Đến đầu năm 2018, phương châm vẫn được trích dẫn trong lời nói đầu của bộ quy tắc ứng xử Google:
 Trong khoảng thời gian từ ngày 21 tháng 4 – ngày 4 tháng 5 năm 2018, Google đã loại bỏ phương châm này khỏi lời nói đầu, mà đề cập trong dòng cuối cùng: "Và hãy nhớ rằng... đừng trở nên xấu xa, nếu bạn thấy điều gì đó mà bạn cho là không đúng - hãy lên tiếng!".

## Giải thích
Trong lá thư của những người sáng lập Google vào năm 2004, trước khi phát hành công khai lần đầu, Larry Page và Sergey Brin lập luận rằng văn hóa "Đừng trở nên xấu xa" của họ cấm các xung đột lợi ích, đòi hỏi khách quan và không có sự thiên vị.
Trong một cuộc phỏng vấn năm 2013 với NPR, Eric Schmidt nói rằng khi Larry Page và Sergey Brin đề xuất phương châm làm nguyên tắc chỉ đạo cho Google, ông nghĩ "đây là quy tắc ngu ngốc nhất từ trước đến nay", nhưng đã thay đổi ý kiến lại sau cuộc họp mà một kỹ sư đã đề cập đến phương châm khi nói về một sản phẩm quảng cáo. Các nhà báo đã đặt ra câu hỏi về định nghĩa mà những gì Google coi là "xấu xa". Trên trang What We Believe, Google dường như thay đổi phương châm vào ngày 10 tháng 4 năm 2015, "Bạn có thể kiếm tiền mà không làm điều ác".